# La Haye-Aubrée
La Haye-Aubrée är en kommun i departementet Eure i regionen Normandie i norra Frankrike. Kommunen ligger i kantonen Routot som tillhör arrondissementet Bernay. År 2022 hade La Haye-Aubrée 419 invånare.

## Befolkningsutveckling
Antalet invånare i kommunen La Haye-Aubrée
Referens:INSEE